# 瓦爾瓦里夫卡 (波隆涅區)
50°1′9″N 27°29′46″E / 50.01917°N 27.49611°E
瓦爾瓦里夫卡（烏克蘭語：Варварівка），是烏克蘭西部的村莊，隸屬赫梅利尼茨基州的舍佩蒂夫卡區。該村始建於1760年，面積1.44平方公里，2001年人口481，人口密度每平方公里334.3人。